# Майер, Хейден
Хейден Майер (англ. Hayden Mayeur; род. 12 сентября 1997 года, Торонто, Канада) — канадский конькобежец, серебряный призёр чемпионата мира, 3-кратный призёр чемпионата Канады.

## Биография
Майер начал кататься на коньках в раннем детстве и играл сначала в хоккей в амплуа вратаря. В возрасте 14 лет стал заниматься шорт-треком по программе "Учись кататься на коньках" в "Toronto Speed Skating Club", а в 16 лет перешёл в конькобежный спорт. Он также занимался шоссейным велоспортом с 2013 года и участвовал в летних Канадских играх 2017 года. В 2014 году его заметили в национальной организации конькобежцев и пригласили участвовать в конькобежном фестивале на Олимпийском овале в Калгари. 
В феврале 2015 года он прошёл отбор и присоединился к тренировочной программе, а летом, после окончания средней школы переехал в Калгари. В 2017 году Майер впервые участвовал на юниорском чемпионате Канады, и выиграл бронзовую медаль на дистанции 1500 м и серебряную на 5000 м. Он также участвовал и на взрослом Канадском чемпионате. В сезоне 2018/19 стал 2-м на Национальном чемпионате в масс-старте и дебютировал на юниорском Кубке мира, где также в масс-старте занял 3-е место на этапе в польском Томашув-Мазовецком. 
В сезоне 2019/20 Майер вошёл в состав мужской национальной сборной Канады "Next Gen" и участвовал на чемпионате четырёх континентов в Милуоки, где выиграл золотую медаль в командной гонке преследования. В октябре 2021 года занял 3-е место в масс-старте на чемпионате Канады и на чемпионате четырёх континентов в Калгари выиграл золото в командной гонке и серебро в масс-старте.
В сезоне 2022/23 он занял 2-е место в масс-старте на чемпионате Канады и выиграл две медали на Кубке мира в командной гонке и свою первую бронзовую медаль в масс-старте. В марте на чемпионате мира на отдельных дистанциях в Херенвене выиграл серебряную медаль в командной гонке.

## Личная жизнь
Хейден Майер изучал международные отношения в Университете Калгари. С 2016 по 2022 год в течение шести лет он работал ледовым техником в Овале, чтобы прокормить себя, а также сотрудничал с давними спонсорами "Hopewell Developments" и "Fulcrum Capital Partners", которые всегда поддерживали его еще до того, как он стал спортсменом сборной Канады. Увлекается шоссейным велоспортом и коллекционирует масштабные модели автомобилей. Майер в 2020 году открыл передвижное кафе по продаже кофе.